# Národní liga – strana radikální, národní a demokratická
Národní liga, později Národní liga – strana radikální, národní a demokratická, byla radikálně nacionalisticky orientovaná politická strana působící v době 1. republiky. Založena byla v roce 1930 některými členy rozpadlé Ligy proti vázaným kandidátním listinám, především uskupením Strana radikální – slovanští socialisté. Předsedou strany byl Jiří Stříbrný. V roce 1935 spolu s jinými stranami splynula do Národního sjednocení. Kvůli neshodám se v dubnu 1937 skupina okolo Jiřího Stříbrného opět osamostatnila. Po Mnichovském diktátu se strana stala součástí Strany národní jednoty.
V komunálních volbách v roce 1931 v Praze získala Národní liga 48 425 hlasů (10,38 %) a 11 z 90 mandátů, ve volbách do místních výborů 53 602 hlasů (11,58 %) a 45 z 366 mandátů, v komunálních volbách v roce 1938 po předchozím rozkolu v Národním sjednocení získala v Praze 29 270 hlasů (5,28 %) a 6 z 90 mandátů, ve volbách do místních výborů 21 264 hlasů (3,90 %) a 11 z 366 mandátů.

## Ideologie
Politika strany měla různé fašizující prvky.